# Arsen Galstyan
Arsen Zhorayevich Galstyan (Nerkin Karmiraghbyur, 19 de fevereiro de 1989) é um judoca russo que conquistou uma medalha de ouro nas Olimpíadas de 2012 na categoria até 60 kg.